# Església parroquial de Grinzing

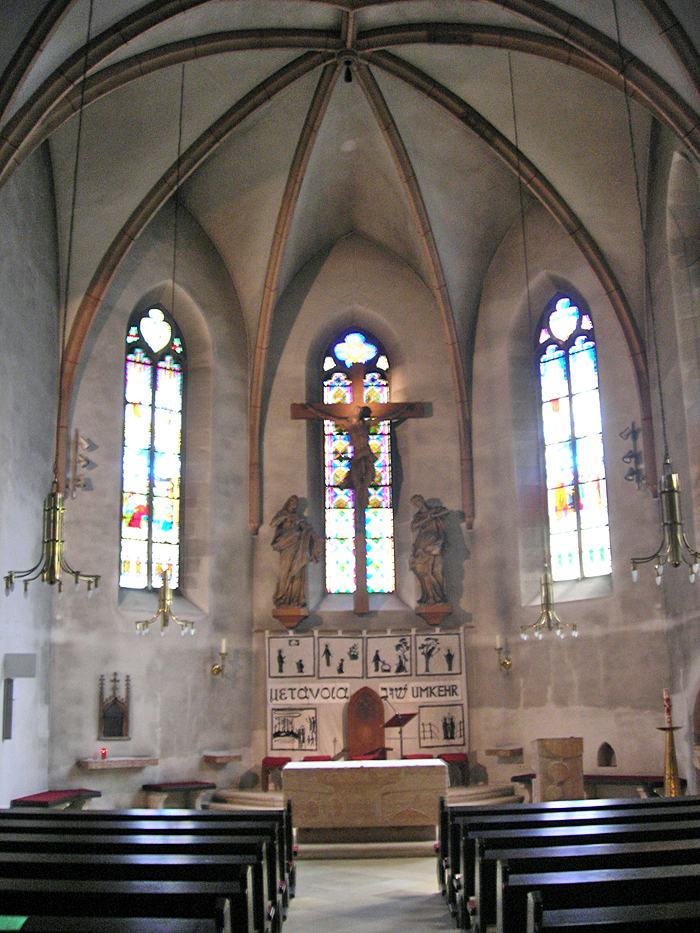
Espai interior

L'església parroquial catòlica romana de Grinzing es troba a la Himmelstraße 25, a la barriada de Grinzing, al XIXè districte de Viena, Döbling. Està consagrada a la Veracreu i pertany al deganat municipal nr. 19 (Stadtdekanat 19) de la Vicaria de la ciutat de Viena (Vikariat Wien Stadt), a la vegada part de l'arxidiòcesi de Viena. L'edifici ha estat declarat com a bé immoble de patrimoni cultural (Denkmalschutz).

## Història
L'església parroquial de Grinzing va ser finançada i construïda entre els anys 1417 i 1426, segons diuen, per dotze famílies de viticultors. Això permetre que, la gent de Grinzing es pogués estalviar la caminada fins a l'església parroquial de Heiligenstadt, que ara només s'hi assistia els diumenges. En dues ocasions, però, l'església va acabar incendiada i va ser reconstruïda després dels setges turcs de 1529 i 1683 amb l'ajuda del monestir de Klosterneuburg.
L'any 1783, el municipi cadastral de Grinzing va ser elevat per l'emperador Josep II a la condició de parròquia independent. La parròquia va ser confiada al monestir de Klosterneuburg, pel qual els canonges agustins han estat els pastors de Grinzing des d'aleshores. L'any 1881 l'església va ser reformada per primera vegada i dotada d'un nou altar major i noves finestres de vidre, mentre que el mobiliari barroc va ser retirat, juntament amb la creu de l'altar, la qual va ser recuperada l'any 1965. L'altar major d'estil neogòtic va ser substituït per un altar de marbre cap a mitjans del segle xx.
La darrera reforma es va iniciar l'any 1983 amb motiu del 200 aniversari de l'església parroquial i es va acabar l'any 1986. L'església va ser deshumidificada, s'hi va instal·lar sòl radiant, un petit porxo a l'entrada nord i una sala de confessió i una de conferències a la part sud. També es van reconstruir la sagristia i l'interior de la torre. L'orgue, construït el segle xviii, va ser renovat parcialment els anys 1829 1858 i completament l'any 2017.